# Googlewhack
Googlewhacking is het vinden van maar één zoekresultaat met de zoekmachine Google door een zoekopdracht te formuleren die twee woorden bevat. Een Googlewhack kan men daarna naar buiten brengen zodat de Googlewhack is opgeheven, door deze op een site die Googlewhacks bijhoudt te vermelden. Als men daarna de zoekterm intypt bij Google zal men naast de pagina die de Googlewhack was ook de pagina vinden waar deze geregistreerd is.
Een goede Googlewhack levert niet alleen maar één resultaat op, maar wordt ook door Google aangegeven als 'Resultaten 1 - 1 van 1'. Het komt namelijk ook voor dat men maar één zoekresultaat ziet, terwijl er bijvoorbeeld staat: 'Resultaten 1 - 3 van circa 5', dit is dan ook geen echte Googlewhack. Ook mag een Googlewhack niet verwijzen naar een woordenlijst.
Googlewhacking wordt het meest in het Engels gedaan, dit is een stuk moeilijker dan in het Nederlands, omdat er veel meer Engelstalige websites bestaan.
De term Googlewhack werd in 2002 verzonnen door de Amerikaan Gary Stock; het is een samenraapsel van de woorden Google, word en hacking.